# Archilestidium
Archilestidium is een geslacht van wantsen uit de familie van de Roofwantsen (Reduviidae). Het geslacht werd voor het eerst wetenschappelijk beschreven door Breddin in 1900.

## Soorten
Het genus bevat de volgende soorten:

- Archilestidium cinnabarinum China, 1925
- Archilestidium ornatulum Breddin, 1900
- Archilestidium variabile (Miller, 1958)